# Пестова (приток Питьбы)
Пестова (в верхнем течении — Мехалицовская Канава, около устья — Виточка; устар. Витка) — река в России, протекает по Новгородскому району Новгородской области. Устье реки находится в 7 км по правому берегу реки Питьба. Длина реки составляет 20 км, площадь водосборного бассейна 134 км².
Около устья река пересекает дорогу М10 между деревнями Трубичино и Витка.

## Данные водного реестра
По данным государственного водного реестра России относится к Балтийскому бассейновому округу, водохозяйственный участок реки — Волхов, речной подбассейн реки — Волхов. Относится к речному бассейну реки Нева (включая бассейны рек Онежского и Ладожского озера).
Код объекта в государственном водном реестре — 01040200612102000018615.